# Desmond Piper
Desmond Royle Piper, född 11 oktober 1941 i Melbourne, är en australisk före detta landhockeyspelare.
Piper blev olympisk silvermedaljör i landhockey vid sommarspelen 1968 i Mexico City.